# 아르키메데스 포조
아르키메데스 오티즈 포조(Arquimedez Oritz Pozo, 1973년 8월 24일 ~ )는 도미니카 공화국 산토도밍고에서 출생한 전 2루수이다.

## 선수 생활
1990년 8월 28일 시애틀 매리너스의 자유계약으로 입단하였다. 1995년 빅리그에 대타로 출장하여 1타수 무안타로 메이저 리그 데뷔를 하였다. 1996년 보스턴 레드삭스로 이적하였지만 1998년 보스턴 레드삭스에서 방출되었다. 다음해인 1999년 요코하마 베이스타스에 입단하였다. 2000년 해태 타이거즈가 영입하였지만 해태 타이거즈에서의 차별과 성적 부진으로 방출되었다.

## 같이 보기
- 해태 타이거즈